# A Karácsony-sziget címere

A Karácsony-sziget címere

A Karácsony-sziget címere egy kék színű pajzs, rajta egy nagyobb, valamint négy kisebb csillaggal stilizált hullámok felett. A nagyobb csillag az Ausztrál Nemzetközösségi Csillag, amelynek hat ága a  szövetségi köztársaságokra, a hetedik pedig az Északi Területre és a külső tartományra utal. A négy kisebb csillag pedig a Dél Keresztje csillagképet rajzolja ki. 